# Woerden

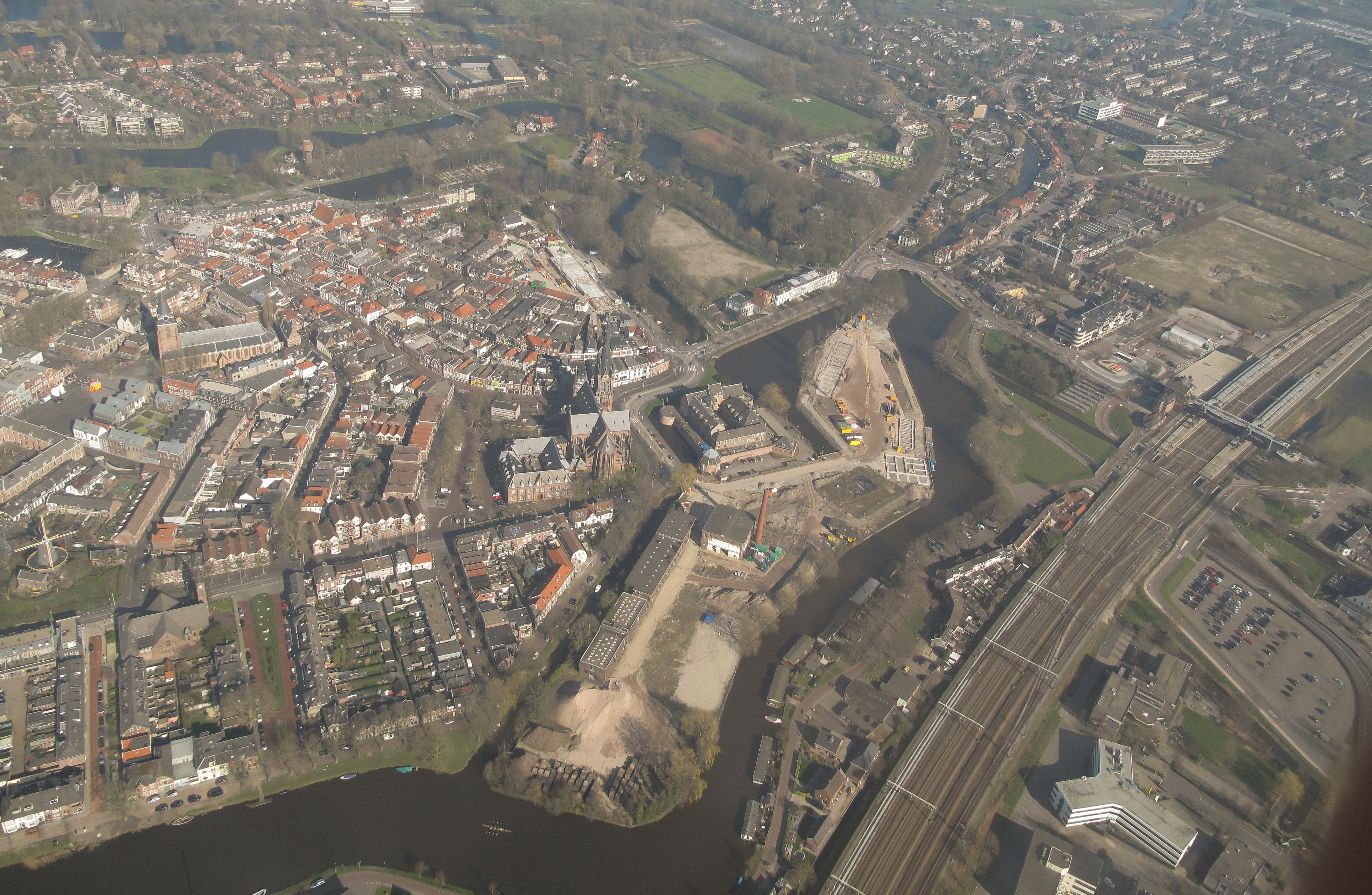
Luftbild des Zentrums

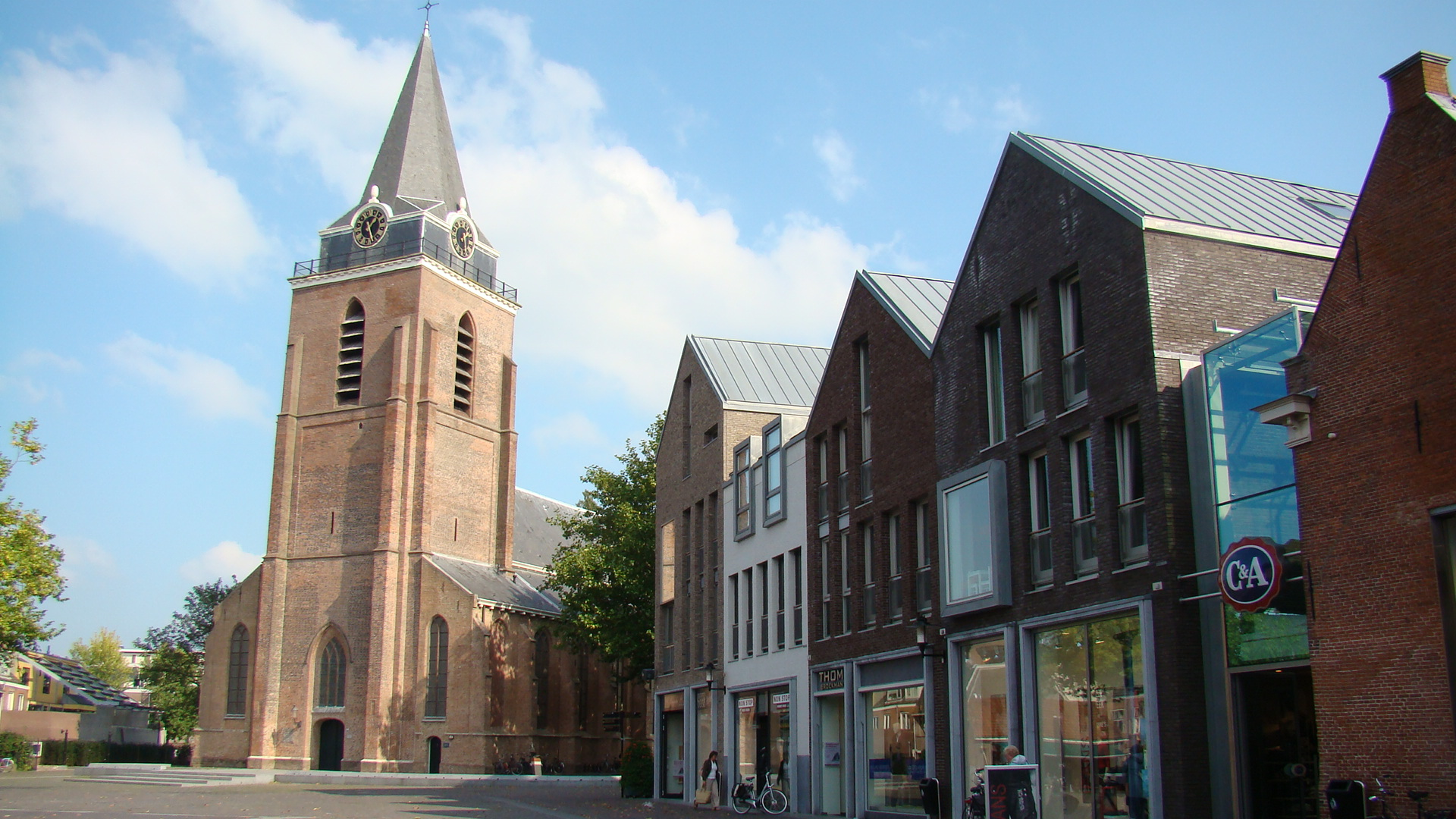
Marktplatz in Woerden

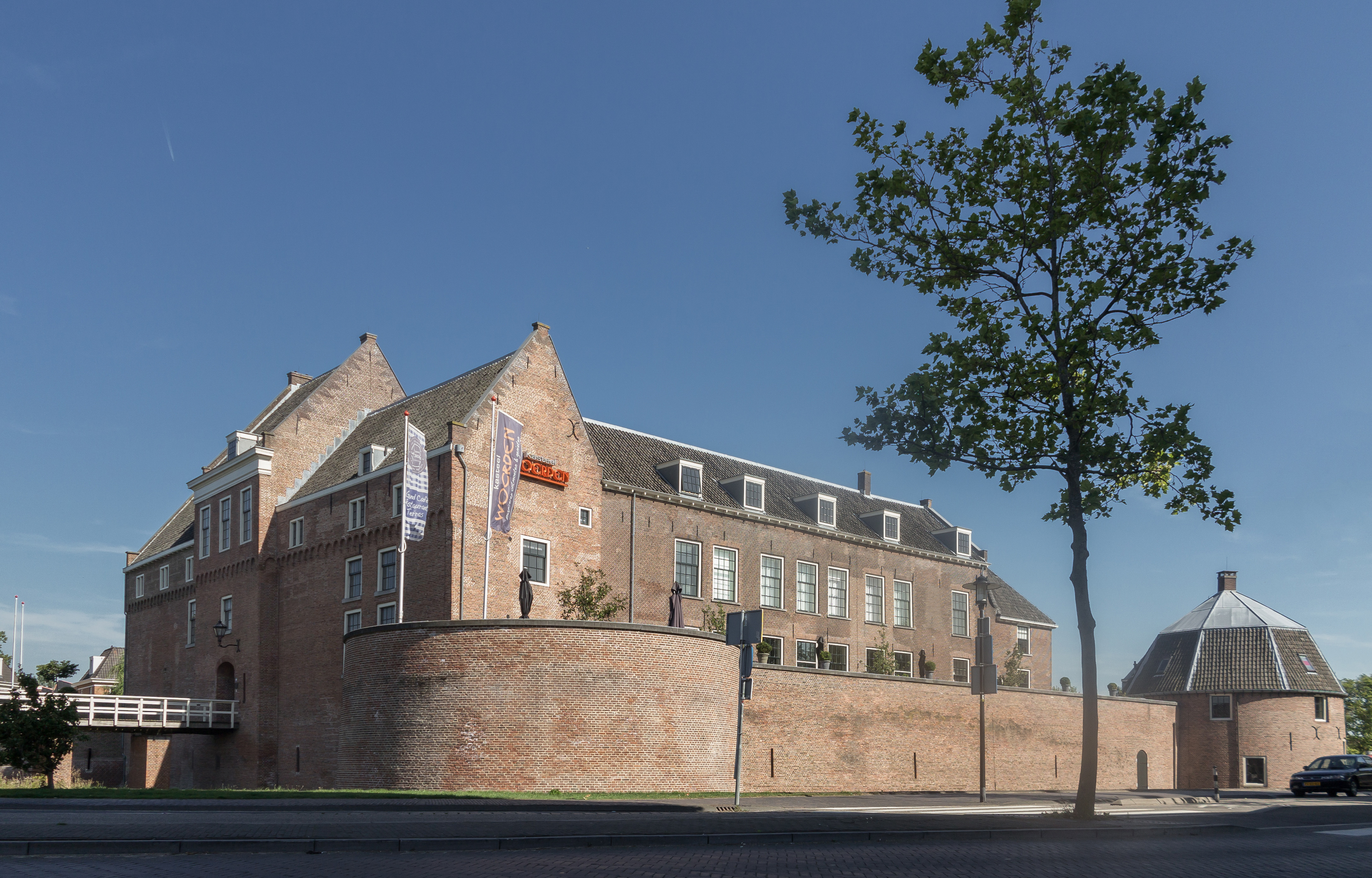
Schloss: Kasteel Woerden

Woerden (anhörenⓘ) ist eine Gemeinde in der niederländischen Provinz Utrecht (bis 1989 Südholland). Zur Gemeinde gehören die Stadt Woerden und die Dörfer Kamerik, Zegveld, Harmelen, Kanis und De Meije. Die Einwohnerzahl betrug 53.974 (Stand 1. Januar 2025), von denen 39.325 (Stand: 1. Januar 2024) in der Stadt Woerden wohnen. Woerden ist seit 1972 durch eine Städtepartnerschaft mit dem westfälischen Steinhagen verbunden. 2016 wurde Woerden der Ehrentitel „Reformationsstadt Europas“ durch die Gemeinschaft Evangelischer Kirchen in Europa verliehen.

## Lage und Wirtschaft
Woerden liegt 12 Kilometer westlich von Utrecht, in Richtung Gouda – Den Haag / Rotterdam. Mit diesen Städten ist es durch Eisen- und Autobahnen verbunden, aber nur wenige Züge halten in Woerden.
Die Stadt liegt am Fluss „Oude Rijn“ (alter Rhein), einem Nebenarm des Lek, der aber für die Schifffahrt nur westlich der Stadt Bedeutung hat.
Woerden hat eine Käsefabrik („Goudse kaas“), eine Fabrik für Desserts und Joghurt sowie viele Handelsbetriebe. In der Umgebung gibt es viel Viehzucht und Gartenbau.
In Woerden befindet sich die Weijers Domino Productions, die den Domino Day veranstaltete.

## Geschichte
Der Ort Woerden geht zurück auf eine Römergründung: um 41 n. Christus befand sich ein Römerkastell namens Castellum Laurium auf einer Anhöhe in der sumpfigen Polderlandschaft. Das Lager am alten Rhein gelegen blieb bis zum Jahr 270 als Teil der Nordgrenze des römischen Imperiums bestehen.
Der Name Woerden tritt erstmals 795 auf – damals Wyrda. Er leitet sich von der Bezeichnung wierde Warft ab, ein künstlich aufgeschütteter Hügel. Ab etwa 1160 war Woerden eine Grenzfestung des Hochstifts Utrecht gegen die Grafschaft Holland. Graf Floris V. von Holland eroberte es vorübergehend für sein Land und ließ 1287 dort ein Schloss bauen. Am 12. März 1372 verlieh Herzog Albrecht von Bayern das Stadtrecht an Woerden. Die Lutherische Glaubenslehre findet von Beginn an Zuspruch in Woerden. Aus Woerden kommt darum auch der erste protestantische Märtyrer der nördlichen Niederlande: Jan de Bakker auch genannt Jan van Woerden. Unter Philipp II. von Spanien wird Erich II., Herzog zu Braunschweig-Lüneburg 1566 Herr von Woerden. Der zum katholischen Glauben übergetretene Herzog unterdrückt mit eiserner Hand den lutherischen Gottesdienst in der Stadt. Als sich die Stadt im Aufstand gegen die Habsburger auf die Seite der Republik stellt, wird sie im Zuge des Achtzigjährigen Krieges im Jahre 1575 ein Jahr erfolglos von den Spaniern belagert.
Die Franzosen suchten die Stadt 1672, 1673, sowie unter Napoléon Bonaparte, nochmals 1813 heim. 1814 wird Woerden ein Teil der Provinz Südholland, 1989 wird es an die Provinz Utrecht angegliedert. In einem Wiesengebiet beim zur Gemeinde gehörenden Bauerndorf Harmelen fand am 8. Januar 1962 die bisher größte Eisenbahnkatastrophe in der niederländischen Geschichte statt. Dabei starben 93 Reisende und es gab 52 Verletzte.

## Sehenswürdigkeiten

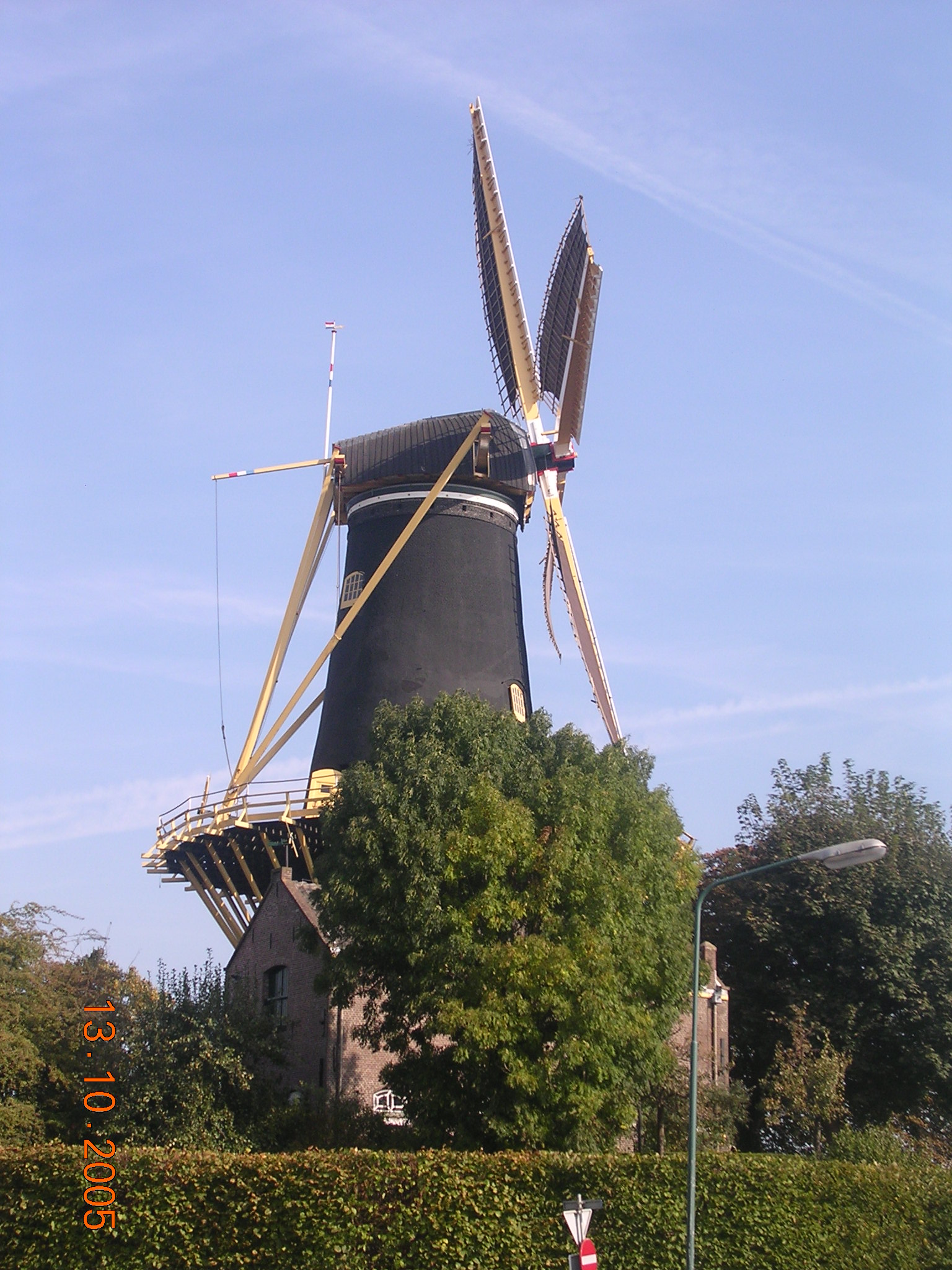
de Windhond

Auf dem Grundgebiet der Gemeinde liegen viele kleine Straßen mit alten Bauernhöfen. Diese malerische Polderlandschaft eignet sich besonders für Radtouren (Oudewater mit der Hexenwaage-Wiegeprobe oder zum Schloss Haarzuilens).
In der Innenstadt Woerdens steht das alte Rathaus, dessen Bau 1501 begonnen wurde, heute wird es als Heimatmuseum genutzt. Weitere sehenswerte Gebäude sind das Zeughaus („het Arsenaal“) aus 1762, eine ehemalige Militärkaserne (Kazerne) aus 1790 – heute gastronomisch genutzt –, ein ehemaliges Franziskanerkloster („het Klooster“) aus 1899 – heute ein Veranstaltungszentrum –, ein Wasserturm („de Watertoren“) aus 1906, die Lutherische Kirche („de Lutherse kerk“) aus 1646 und die St. Bonaventurakirche („Sint-Bonaventurakerk“) aus 1892.
Weithin sichtbares Wahrzeichen der Stadt und das Stadtbild prägend ist die aus dem Jahre 1755 stammende Getreidemühle de Windhond. Sie wurde im Laufe der Zeit mehrfach restauriert, ist funktionsfähig und kann am Markttag von Woerden (mittwochs) während des Mahlbetriebs besichtigt werden.

## Persönlichkeiten
- Jan van Woerden (1499–1525), evangelischer Märtyrer
- Marrigje Duercant (1601–1665), Siedlerin, die Mutter des ersten Kindes eines Kolonisten im amerikanischen Staat Connecticut
- Gisbert Swartendijk Stierling (1787–1857), Arzt
- Willem Gestel (1853–1952), Maler
- Leo Gestel (1881–1941), Maler
- Fritz Lambert (1882–1952), Psychotherapeut
- Arie van Vliet (1916–2001), Radsportler
- Herman Ferdinandus Maria Münninghoff (1921–2018), römisch-katholischer Ordensgeistlicher, Bischof von Jayapura in Indonesien
- Peter Prijdekker (* 1948), Schwimmer
- Theo de Rooij (* 1957), Radrennfahrer und Radsportfunktionär, geboren in Harmelen
- Simone Angel (* 1971), Fernsehmoderatorin und Sängerin
- Esther Vergeer (* 1981), Rollstuhltennisspielerin
- Erwin l’Ami (* 1985), Schachgroßmeister
- Anouk Hoogendijk (* 1985), Fußballspielerin
- Ellen van Dijk (* 1987), Radsportlerin
- Nick Stöpler (* 1990), Bahnradsportler
- Mandy Versteegt (* 1990), Fußballspielerin
- Quirine Lemoine (* 1991), Tennisspielerin
- Lucas Woudenberg (* 1994), Fußballspieler
- Floortje Mackaij (* 1995), Radsportlerin
- Jelle Sels (* 1995), Tennisspieler
- Diede de Groot (* 1996), Rollstuhltennisspielerin
- Eros Maddy (* 2001), niederländisch-surinamischer Fußballspieler